# Hosenrock

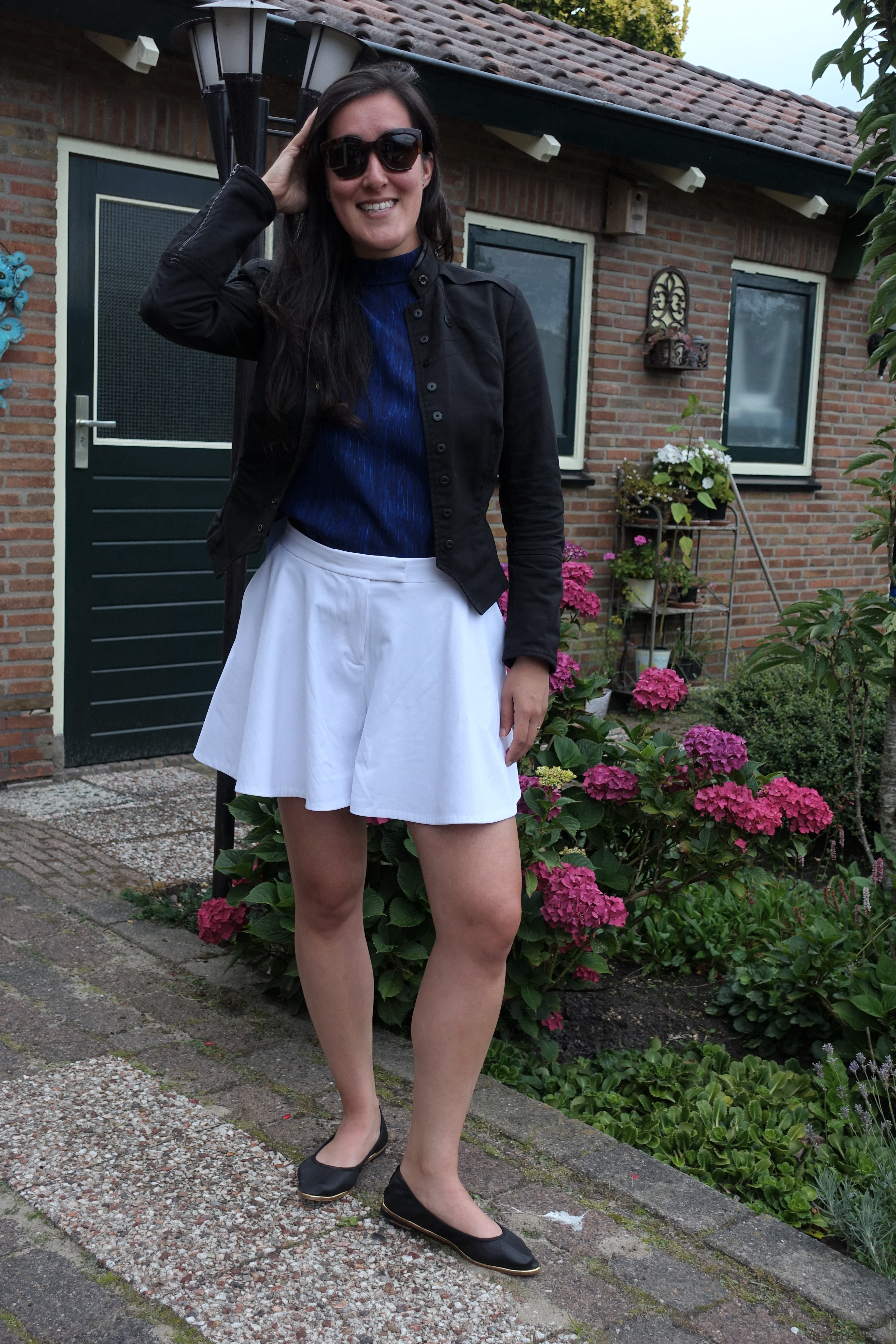
Hosenrock 2017

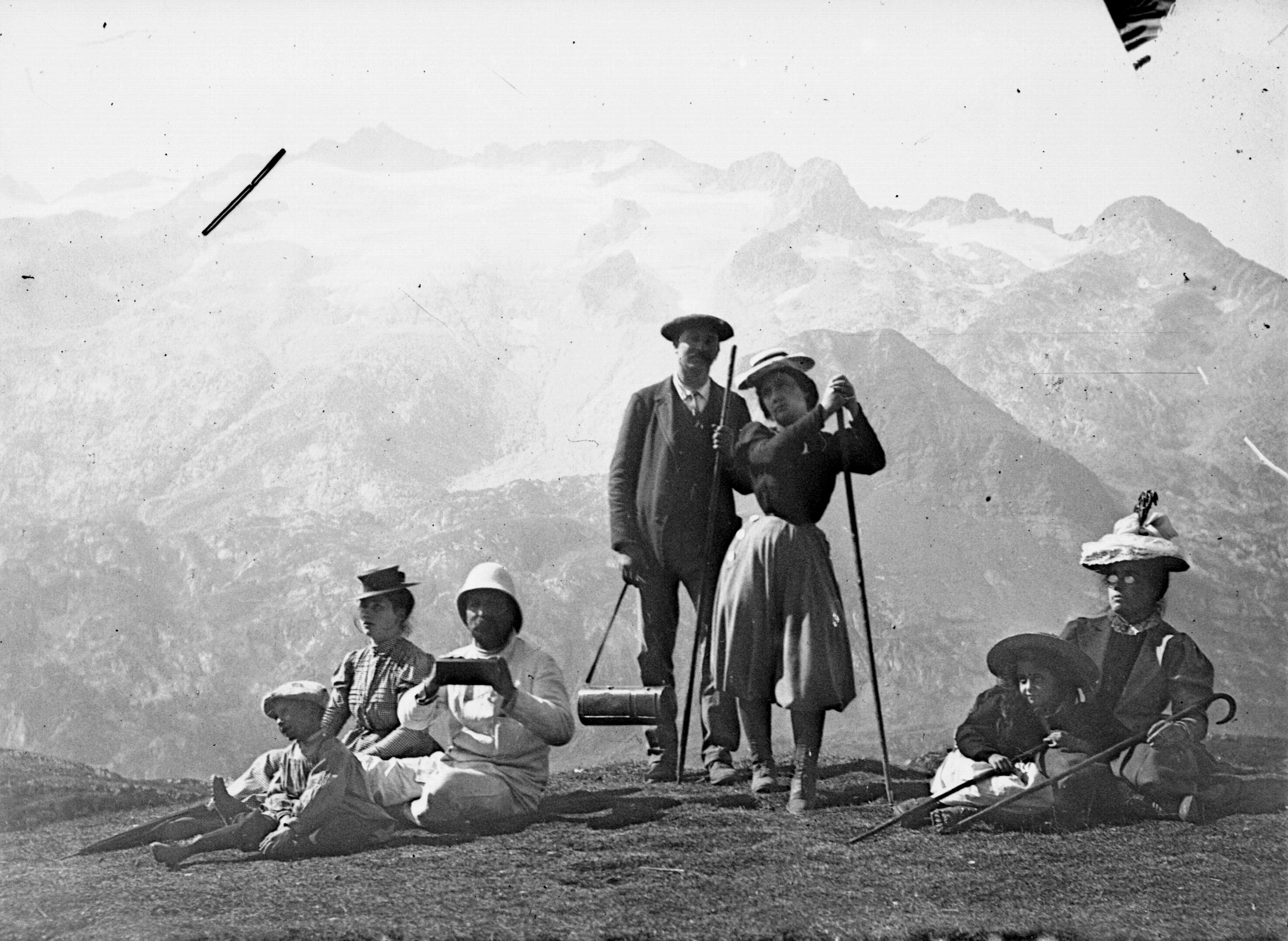
Familie Crozats und Henri Sauvegarde 1898

Ein Hosenrock (in der Schweiz Hosenjupe) ist ein Rock, der aus zwei Hosenbeinen genäht wurde und so weit geschnitten ist, dass er einem Rock täuschend ähnlich sieht. Er ist nicht zu verwechseln mit der Hose Culotte und dem Hosenkleid (trouser skirt) der 1910er Jahre.

## Geschichte
Der Hosenrock kam um 1900 auf und hieß zunächst geteilter Rock oder frz. jupe-culotte. Er wurde von Frauen zum Radfahren und Wandern getragen und entstand als Kompromiss zwischen dem Rock als üblicher weiblicher Beinkleidung und der Hose als praktikabler Bekleidung für das Fahrradfahren, das zu dieser Zeit als Mode gesehen wurde.
Der Kulturhistoriker Eugen Isolani stellte 1911 fest, dass noch nie eine neue Kleidermode solches Aufsehen erregt habe, wobei er allerdings die amerikanischen Bloomers vergessen hatte: 

„Man verfolgt Frauen, die es wagen, ihren Rock ganz tief oberhalb der Füße in zwei Teile […] auslaufen zu lassen, so dass man diese Neuheit kaum bemerken und als Hose bezeichnen kann, mit spöttischem Gejohle auf den Straßen, so dass sich die unglücklichen Culotte-Trägerinnen in Häuser flüchten müssen. Und das geschah in Weltstädten, deren Bewohnerschaften gewöhnt sind, dass ihnen manche Extravaganz der Mode vorgeführt wird.“

Die Karikaturisten und Satiriker stürzten sich mit Eifer auf die neue Mode, obwohl nur wenige Frauen sich damals wagten, diese zu tragen. Ein Beispiel ist der spöttische Hymnus an den Hosenrock, der 1911 in den Lustigen Blättern erschien: 

„Ihr Schneider macht nimmermehr Ferien! Näht jeden Tag ein Schock! Verkauft ihn in riesigen Serien, entwerft ihn aus feinsten Materien, verleiht ihm die besten Kriterien, umhüllt ihn mit holden Mysterien! Er prickelt mir in den Arterien, der wonnige Hosenrock! Ob meine Frau einen anhat? Wer fragt das? Ich hole den Stock!“

Die Satireblätter, aber auch seriöse Zeitungen fielen reihenweise über die neue Mode der Hosenkleider her. Ein Beispiel dafür ist der polemische Artikel von Hermann Harry Schmitz, der am 12. März 1911 im Düsseldorfer Generalanzeiger erschien. Ein Auszug:
"Jupe culotte (sprich schüpp külott) ist die französische Bezeichnung für den Hosenrock oder die Rockhose. (...) Über etwas anderes bin ich mir ebenfalls klar geworden, über die Tatsache nämlich, daß diese jupe culotte die entsetzlichste Geschmacklosigkeit ist, die je eine Mode hervorgebracht hat. Es ist furchtbar: ich leide, seitdem ich diese Modemißgeburt gesehen habe, an den gräßlichsten Vorstellungen. (...) Unter dem Zwang einer schrecklichen Manie stelle ich mir jedes weibliche Wesen, das mir begegnet, im Hosenrock vor. (...) Zur tollen Groteske, zur Karikatur wird die Krone der Schöpfung in dieser sinnlosen Tracht. (...) Oder will jemand behaupten, daß eine Hosenarchitektur, wie sie etwa bei den holländischen Bauern beliebt ist, die weiblichen Formen in ein günstiges Licht setzt? (...) Ich verstehe die Wut der Menge, die den bisher vereinzelten Trägerinnen des Hosenrocks feindlich entgegengetreten ist. In Madrid und London mußte sogar die Polizei einschreiten, um das Leben der betreffenden up to date-Modefanatikerinnen zu schützen."
Der Hosenrock war damit bis zum Ersten Weltkrieg eine praktische Alternative zum Rock, da das Tragen von Hosen bis zu dieser Zeit für Frauen ein Tabu war. Der Hosenrock erlebte in den 1960er Jahren einen Popularitätsschub, der aber im Laufe der 1990er wieder verebbte.

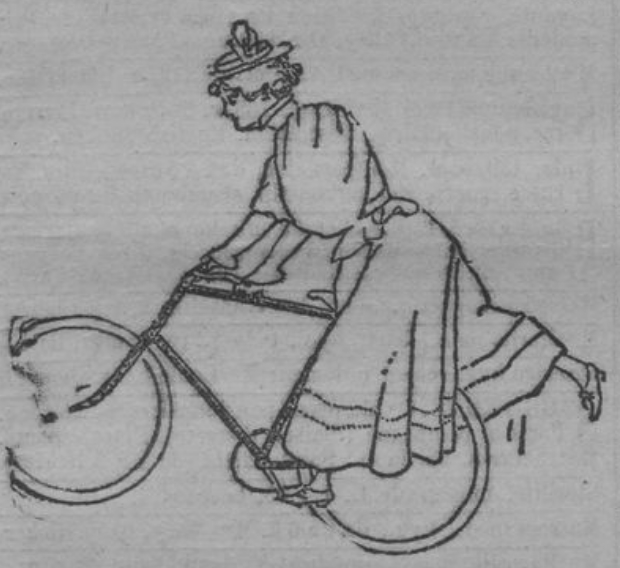
Fahrradfahrerin im Hosenrock, Illustration von 1897
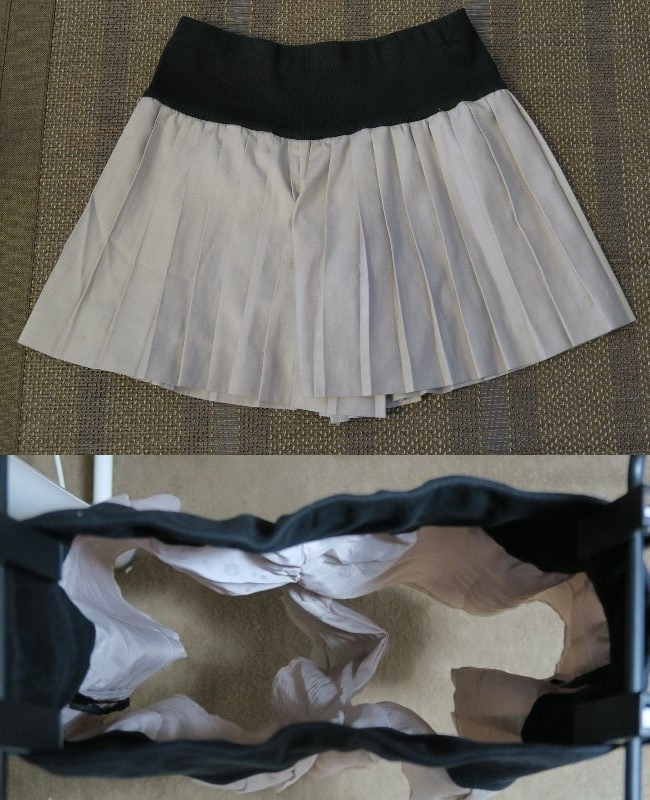
Kurzer Hosenrock